# Le Travailleur alpin
Le Travailleur Alpin est un mensuel paraissant en Isère. Il est édité par la fédération de l'Isère du Parti communiste français. Il a été créé en 1928 et a toujours été édité depuis.
Avant la Seconde Guerre mondiale, ses parutions étaient hebdomadaires. Le journal a été édité clandestinement pendant la Résistance. Il est paru quotidiennement à la Libération, pendant quelques années. Reprenant un rythme hebdomadaire, il a également été quotidien en mai 68.
Depuis 1993, c'est un mensuel. Son site internet a été créé en 2017 et Le Travailleur alpin a fêté le lancement de son nouveau site, conçu par la coopérative Webu, en novembre 2024.
Chaque année est organisée la fête du Travailleur alpin dont la première édition a eu lieu en 1929,.